# السيطرة على الفيضانات في هولندا

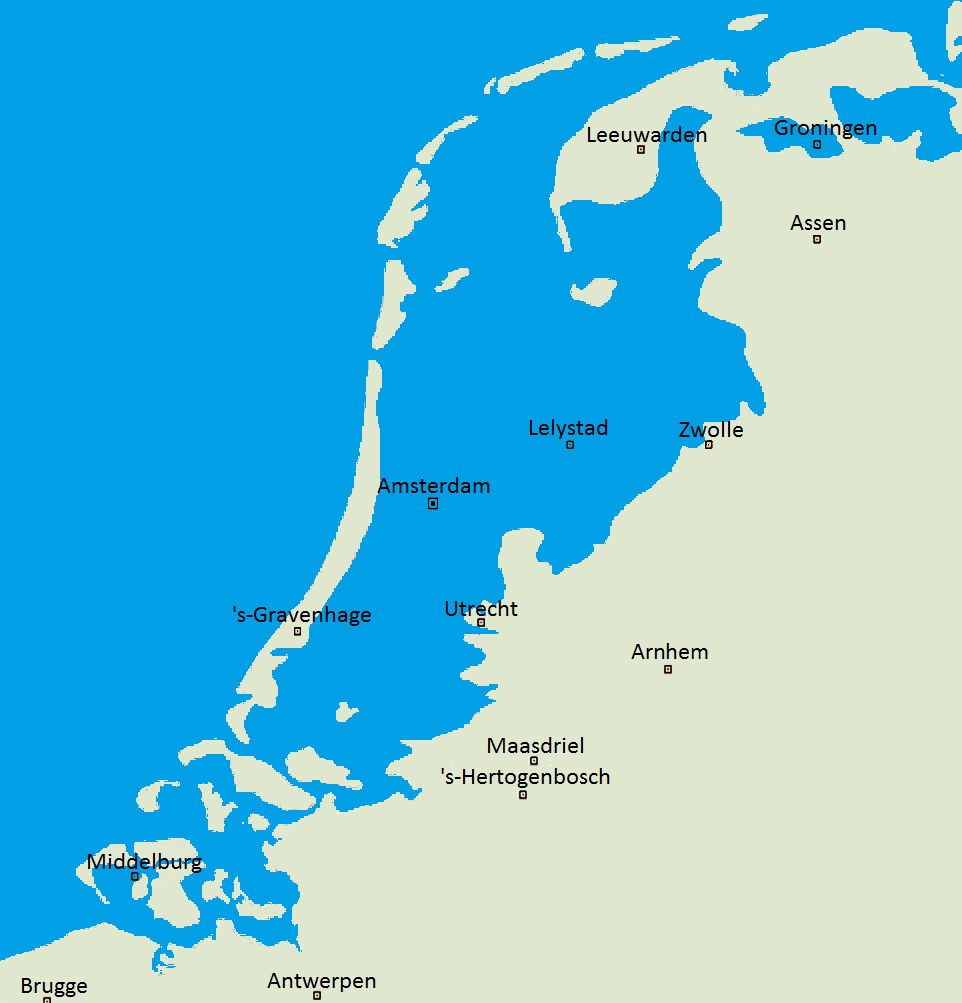
بدون السدود المائية لغمر هذا الجزء بالفيضانات

السيطرة على الفيضانات هي قضية هامة في هولندا، وحوالي ثلثي مساحتها عرضة للفيضانات وهي بلد من بين الأكثر اكتظاظاً بالسكان على وجه الأرض. ولذا فإن الكثبان الرملية الطبيعية والتي من صنع الإنسان والسدود المائية والسدود تمثل دفاعأً ضد عواصف البحر. والسدود النهرية تمنع الفيضانات أن تتدفق إلى البلاد عن طريق الأنهار الرئيسية الراين و نهر الميز، في حين أن هناك نظام معقد من خنادق التصريف والقنوات ومحطات الضخ (تاريخياً: طواحين الهواء) يبقي أجزاء من الأراضي المنخفضة جافة من أجل السكن والزراعة. ومجالس المياه هي هيئات حكومية محلية مستقلة مسؤولة عن الحفاظ على هذا النظام.
في العصر الحديث، أسفرت كوارث الفيضانات المقترنة بالتطورات التقنية عن أعمال بناء ضخمة للحد من تأثير البحر ومنع الفيضانات مستقبلًا. أثبتت هذه العوامل أهميتها الأساسية على مدى التاريخ الهولندي، جغرافيًا وعسكريًا على حد سواء، وأثرت تأثيرًا كبيرًا على حياة العديد من الناس الذين يعيشون في المدن المتضررة، الأمر الذي أدى إلى تحفيز الاقتصاد في هذه المدن من خلال تحسين البنية التحتية باستمرار.

## تاريخيًا
لاحظ الجغرافي اليوناني بيثياس أثناء مروره بالبلدان المنخفضة، وهو في طريقه إلى هليغولاند نحو عام 325 قبل الميلاد، أن «عدد القتلى في الكفاح ضد الماء أكبر من عدد قتلى نزاعات البشر». كتب المؤلف الروماني بلينيوس في القرن الأول أمرًا مماثلًا في كتابه التاريخ الطبيعي:
يجتاح فيضان المد البحري الهائل مساحة كبيرة من الأرض مرتين كل أربع وعشرين ساعة، مُخفيًا الجدل الدائم حول ما إذا كانت هذه المنطقة تنتمي إلى الأرض أم إلى البحر. تعيش شعوب بائسة هناك على أرض مرتفعة، أو تبني أرصفة يفوق ارتفاعها ارتفاع أعلى مستوى مد شهدته، وتقطن أكواخًا مبنية على الموقع لذلك الغرض وهم كالبحارة في السفن عندما تغطي المياه الأراضي المحيطة، وكضحايا غرق السفن عند انحسار المد. يصطادون الأسماك حول أكواخهم وهم يحاولون الهرب مع انحسار المد. لا يعيشون على تربية قطعان المواشي وجمع حليبها كما في القبائل المجاورة، ولا يقاتلون الحيوانات البرية، نظرًا لردع الشجيرات لها.
تُعتبر المنطقة المهددة بالفيضان في هولندا سهلًا رسوبيًا، نجم عن تراكم الرواسب التي خلفتها آلاف السنين من الفيضانات التي اجتاحت الأنهار والبحر. منذ نحو 2000 عام، كان معظم هولندا مغطى بمستنقعات الخث الكثيفة. يتألف الساحل من صف من الكثبان الساحلية والسدود الطبيعية التي حالت من تجفيف المستنقعات وجرف البحر لها. كانت المناطق الوحيدة المناسبة للسكن تقع في الأراضي المرتفعة شرقًا وجنوبًا وعلى الكثبان الرملية والسدود الطبيعية على طول الساحل والأنهار. اخترق البحر هذه الدفاعات الطبيعية في العديد من المناطق مخلفًا سهول فيضية واسعة في الشمال. ربما كانت التربة الطينية المترسبة في البحر عامل جذب لأول سكان دائمين لهذه المنطقة وهي تربة ذات خصوبة أكثر مقارنة بالخث والتربة الرملية في المناطق الداخلية. بنى سكان تلك المناطق منازلهم على تلال سكن صناعية تُعرَف بتربين أو ويردن، وذلك لحماية أنفسهم من الفيضانات. بين عامي 500 قبل الميلاد و700 بعد الميلاد، تعاقبت فترات من استيطان المناطق وهجرها تزامنًا مع ارتفاع مستوى سطح البحر وانخفاضه دوريًا. كانت السدود الأولى عبارة عن حواجز منخفضة لا يتجاوز ارتفاعها مترًا أو ما إلى ذلك في الحقول المحيطة بها ذات الارتفاع المماثل لحماية المحاصيل من الفيضانات العرضية. نحو القرن التاسع، كان لا بد من زيادة ارتفاع التلال الصناعية حفاظًا على سلامتها نظرًا لارتفاع منسوب البحر مجددًا. نمت العديد من التلال الصناعية المنفردة لتصبح قرى. تربط السدود الأولى هذه التلال حاليًا.
ازداد عدد السكان بعد نحو عام 1000 بعد الميلاد، ما أدى إلى وجود طلب أكبر على الأراضي الصالحة للزراعة مع توفر قوة عمل أكبر، ونُظر إلى بناء السدود بجدية أكبر. كانت الأديرة من بين المساهمين الرئيسيين في بناء السدود لاحقًا. نظرًا لامتلاك الأديرة مساحات كبيرة من الأراضي، وتمتعها بالتنظيم والموارد والقوة العاملة اللازمة للاضطلاع بأعمال التشييد الضخمة. بحلول عام 1250، رُبطت معظم السدود ضمن دفاع بحري مستمر.
تمثلت الخطوة التالية بنقل السدود صوب البحر أكثر من أي وقت مضى. خلفت كل دورة من المد المرتفع والمنخفض طبقة صغيرة من الرواسب. تراكمت هذه الطبقات على مر السنين إلى مستويات جعلت من فيضانها أمرًا نادرًا. اعتُبر بناء سدود جديدة حول هذه المنطقة أمرًا آمنًا. واحتُفظ بالسد القديم والمعروف بالسد النائم في كثير من الأحيان كوسيلة دفاع ثانوية.
لا يمكن نقل السد دائمًا باتجاه البحر. غالبًا ما أضعفت قنوات المد والجزر سد البحر الرئيسي، لا سيما في دلتا النهر الجنوبية الغربية . شُيّد بعد ذلك سد ثانوي، والمعروف باسم إنلاخديه. بوجود سد ترابي داخلي، يصبح السد الداخلي رئيسيًا عند انهيار السد البحري. على الرغم من توفير أمان أكثر في حال وجود قدرة احتياطية من السدود، تُفقد الأرض بين السد الأول والثاني، وقد تصبح الخسارة كبيرة على مدى الأعوام.
يحول انتزاع الأرض من دورة الفيضان بوضع السد حولها دون ارتفاع الأرض الناجم عن الطمي الذي تخلفه الفيضانات. في الوقت ذاته، تتماسك التربة المنجرفة ويتحلل الخث ما يؤدي إلى هبوط التربة. كان ذلك سببًا في نمو الفرق بين مستوى المياه على أحد الجانبين ومستوى اليابسة على الجانب الآخر من السد. تؤدي ندرة حدوث الفيضانات إلى حدوث دمار أكبر في السدود في حال فيضانها أو حدوث صدع فيها.
تباينت طرق بناء السدود على مر القرون. كانت سدود ويردايغكن ذات شعبية في العصور الوسطى، وهي  سدود أرضية تحتوي على طبقة حامية من الأعشاب البحرية. شُقّ حاجز ترابي رأسيًا على الجانب المواجه للبحر. ثم جرى تكديس الأعشاب البحرية على هذه الحافة، وتثبيتها في مكانها بأعمدة. أدت عمليات الضغط والتفسخ إلى وجود بقايا صلبة أثبتت فعاليتها الشديدة ضد حركة الأمواج، وهي بحاجة لقليل من الصيانة. استُخدمت مواد أخرى كالقصب أو حصائر الخيزران في الأماكن التي لم تتوفر الأعشاب البحرية فيها.
شاع استخدام نظام آخر من الحواجز الخشبية الرأسية المدعومة بضفة ترابية لفترة طويلة. من الناحية التقنية، كانت هذه الإنشاءات الرأسية أقل نجاحًا نظرًا لإضعاف السد بفعل الاهتزاز الناتج عن الأمواج المتلاطمة وانجراف أساسات السد.
لحقت أضرار كبيرة بهذه الإنشاءات الخشبية مع وصول ديدان السفن، وهي كائنات ذوات الصدفتين التي يُعتقد أن السفن التجارية التابعة لشركة الهند الشرقية الهولندية جلبتها إلى هولندا، والتي أبحرت في طريقها عبر دفاعات البحر الهولندي نحو عام 1730. أدى ذلك إلى الاستغناء عن الخشب واستخدام الحجر بدلًا من ذلك كوسيلة للتعزيز. كانت هذه نكسة مالية ضخمة نظرًا لعدم تكون الصخور طبيعيًا في هولندا وكان من الضروري استيرادها من الخارج.
تُصنع السدود الحالية من أساس رملي مغطى بطبقة سميكة من الطين لتوفير مقاومة ضد الماء والتآكل. تحتوي السدود التي لا تمتلك حوضًا أماميًا على طبقة من الصخور المحطمة أسفل مستوى المياه لإبطاء حركة الأمواج. غالبًا ما يكون السد مغطى بصخور البازلت المصفوفة بعناية أو بطبقة من الأسفلت إلى ارتفاع يصل منسوب المياه المرتفع. أما الباقي فيغطيه العشب وتحافظ عليه خراف المراعي. إذ تحافظ الخراف على العشب كثيفًا والتربة مرصوصة، على عكس الأبقار.